# کریم‌آباد روتک
کریم‌آباد روتک روستایی مرزی در دهستان بیلری بخش پشتکوه شهرستان خاش استان سیستان و بلوچستان ایران است.

## جمعیت
بر پایه سرشماری عمومی نفوس و مسکن در سال ۱۳۹۵ جمعیت این روستا ۴۳ نفر (۲۳خانوار) بوده‌است.